# ورزشگاه ال مادریگا
ورزشگاه دلا سرامیکا (به اسپانیایی: Estadio de la Cerámica) با ظرفیت ۲۶٬۰۰۰ نفر یکی از ورزشگاه‌های فوتبال کشور اسپانیا است که در شهر ویارئال ایالت والنسیا واقع شده‌است. این ورزشگاه در سال ۱۹۲۳ بازگشایی شد و در حال حاضر بازی‌های خانگی باشگاه فوتبال ویارئال در آن برگزار می‌گردد. تا پیش از سال 2017 این ورزشگاه با نام ال مادریگا شناخته می شد.